# Професионална кошаркашка лига Русије
Професионална кошаркашка лига Русије (рус. Профессиональная баскетбольная лига), познатија по свом акрониму ПБЛ (од рус. ПБЛ), је била највиши ранг кошаркашких такмичења у Русији. Лига је основана 2010. као наследник Суперлиге Русије која је тада постала други ранг такмичења. Угашена је 2013. након три одигране сезоне и од тада је регионална ВТБ јунајтед лига највиши степен такмичења за руске клубове.
Лига је бројала 10 клубова, а у прве две сезоне играо се плеј-оф. Трећа се одвијала по нешто измењеним пропозицијама - међусобне утакмице руских клубова у регионалној ВТБ лиги рачунале су се и за домаће првенство, док плеј-офа није било.
У све три сезоне првак је био ЦСКА Москва, а вицепрвак Химки.

## Учешће и пласман клубова по сезонама
|    | Екипа                   | 2010/11 | 2011/12 | 2012/13 |
| -- | ----------------------- | ------- | ------- | ------- |
| 1  | Динамо Москва           | 9       | X       | X       |
| 2  | Јенисеј Краснојарск     | 6       | 10      | 10      |
| 3  | Краснаја Крила          | 8       | 8       | 7       |
| 4  | Локомотива Кубањ        | 4       |         | 4       |
| 5  | Нижњи Новгород          | 5       | 9       | 8       |
| 6  | Спартак Приморје        | X       | 7       | 9       |
| 7  | Спартак Санкт Петербург | 7       | 6       |         |
| 8  | Тријумф Љуберци         | 10      | 4       | 5       |
| 9  | УНИКС Казањ             |         | 5       | 6       |
| 10 | Химки                   |         |         |         |
| 11 | ЦСКА Москва             |         |         |         |